# Inglesina Baby
Inglesina Baby è un'azienda italiana con sede a Altavilla Vicentina, specializzata nella progettazione e realizzazione di passeggini, carrozzine e accessori nel settore della prima infanzia e della puericultura in generale.
Fondata nel 1963, è nota per aver prodotto la carrozzina “London” ispirata ai modelli in uso presso la corte britannica.

## Denominazione
Il nome Inglesina è stato scelto per il primo modello, lanciato nel 1963: la carrozzina “London”, con telaio a balestra, ispirata alle tradizionali carrozzine inglesi dei principi della corte britannica. 
La storica “London” è prodotta ancora oggi, rivisitata nel design, con il nome di "Classica”.

## Storia
Inglesina Baby nasce nel 1963 da un'idea di Liviano Tomasi, un appassionato di macchine da corsa, che realizzava mini veicoli destinati al mondo dei go-kart nel suo laboratorio di Tavernelle, una frazione di Altavilla Vicentina. Dai kart, Tomasi era passato ai tricicli per bambini e infine alle carrozzine fondando, con i fratelli Augusto e Sergio, l'Inglesina Baby.
Per i primi dieci anni di attività la produzione è rimasta focalizzata sulle carrozzine in stile inglese. 
Nel decennio successivo, durante gli anni d'oro dell'esplorazione spaziale, è stato introdotto il primo passeggino “Apollo”. 
Gli anni Ottanta e Novanta hanno visto il completamento della produzione con gli accessori per la prima infanzia.
Negli ultimi anni infine sono nati i sistemi integrati “3 in 1” e la collezione di design per la casa e per l'infanzia.
Il 7 Gennaio 2024 muore il fondatore Liviano Tomasi.
Il 22 Ottobre 2024 esce la notizia che Inglesina ha acquisito, da Armon Limited, il marchio inglese di passeggini Maclaren.
Inglesina Baby esporta in 40 paesi.